# Guglielminismo

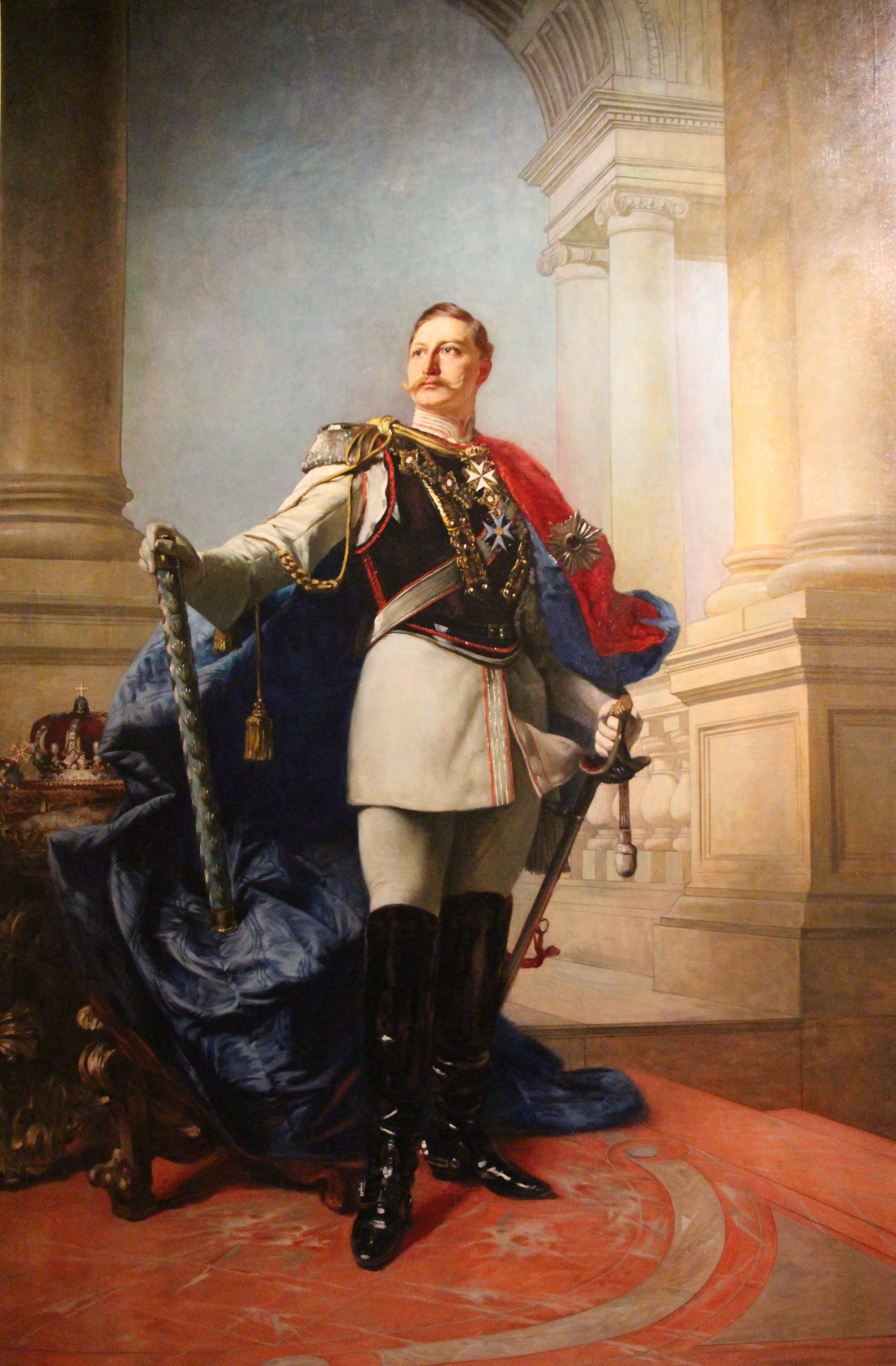
Il kaiser Guglielmo II in un ritratto neobarocco eseguito da Max Koner per l'ambasciata tedesca a Parigi, presso l'Hôtel Beauharnais (1891)

Il periodo guglielmino (altrimenti detto età o era guglielmina oppure guglielminismo) comprende il periodo della storia della Germania compreso tra il 1890 ed il 1918, durante il regno dell'imperatore Guglielmo II nell'Impero tedesco dalle dimissioni del cancelliere Otto von Bismarck sino alla fine della prima guerra mondiale con l'abdicazione di Guglielmo II dopo la rivoluzione di novembre. Coincise grossomodo col periodo della Belle Époque del resto dell'Europa occidentale e con parte dell'epoca umbertina in Italia.

## Caratteristiche
Col termine di guglielminismo non si intende storicamente la visione della società o dell'impero tedesco secondo Guglielmo II quanto piuttosto la sua stessa incarnazione dello stato come sovrano fortemente militaresco, affascinato dalla grandeur barocca ed il suo atteggiamento autonomo rispetto al governo nell'ambito della gestione dello stato (caratteristica quest'ultima che già si era ravvisata in suo nonno Guglielmo I).
Il guglielminismo ha caratterizzato anche il clima culturale e sociale del regno di Guglielmo II che trovò la sua massima espressione in un rigido conservatorismo legato profondamente agli junker prussiani ed associato alla Lega Agraria Tedesca. Come nell'epoca vittoriana nel Regno Unito nel medesimo periodo, in Germania il guglielminismo fu un periodo segnato da una notevole fiducia nel progresso il quale, pur contribuendo all'enorme prosperità dell'impero tedesco, fu frutto del conservatorismo sociale. Anche se le leggi anti-socialiste di Bismarck non vennero riproposte, il governo di Guglielmo II continuò a implementare misure contro le idee socialiste. Ad ogni modo, il Partito Socialdemocratico continuò a crescere e fortificarsi divenendo una fazione notevole del Reichstag dopo le elezioni del 1912. Con una maggiore influenza, le influenze interne al parlamento si strinsero sempre più attorno all'idea di Reich, attitudine che venne condannata come revisionismo dagli oppositori e che culminò con la politica del Burgfrieden, che fornì all'imperatore tedesco il necessario supporto nazionale per l'entrata della Germania nella prima guerra mondiale.
La politica estera venne basata sulle ambizioni imperialiste di Guglielmo II e dirette a fare della Germania una potenza mondiale (Weltmacht); il desiderio di un "posto al sole" (termine coniato dal segretario di stato Bernhard von Bülow) venne condiviso da molti cittadini ed intellettuali tedeschi. Il Nazionalismo tedesco raggiunse il proprio picco massimo dopo l'acquisizione di alcuni possedimenti coloniali sul continente africano e nei Mari del Sud, con conseguente deterioramento delle relazioni esterne: nel 1890, la Germania si era rifiutata di prolungare il trattato segreto di controassicurazione con la Russia concluso da Bismarck nel 1887, e si trovò a dover fronteggiare l'alleanza franco-russa con un nuovo scenario di guerra su due fronti. Le relazioni con gli inglesi non vennero minate solo dalla spartizione dell'Africa ma anche dall'corsa anglo-tedesca agli armamenti navali. Guglielmo era affascinato dalla marina imperiale tedesca e la sua idea era quella di farne uno strumento per proiettare la potenza della Germania nel mondo ed il suo stile avrebbe dovuto riflettersi nella vita di ciascun tedesco. Ancora alla metà del XX secolo i bambini di buona famiglia tedeschi vestivano "alla marinara" proprio a riprendere quell'aura di prestigio che circondava la marina tedesca nei suoi anni d'oro.

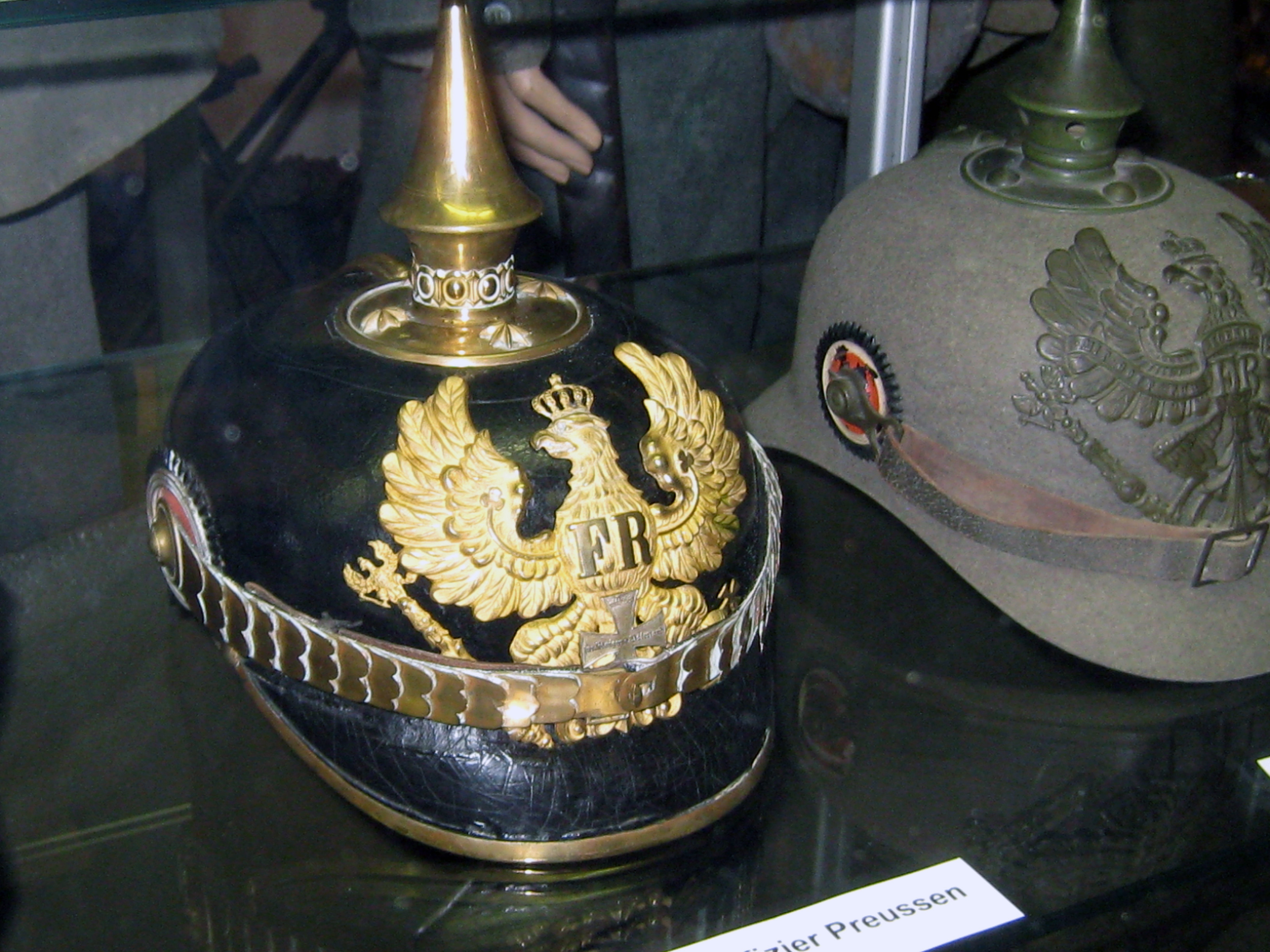
Un elmetto Pickelhaube prussiano

Il caratteristico elmetto chiodato, il cosiddetto Pickelhaube, che già esisteva in precedenza e non solo nell'impero tedesco, divenne un simbolo del periodo guglielmino, dell'esercito tedesco e del militarismo tedesco in generale. Il termine è utilizzato anche per indicare le arti e l'architettura del periodo di regno di Guglielmo II che ebbero il medesimo condizionamento culturale, come nel caso degli "ornati" sui francobolli di stato con la rappresentazione della figura allegorica della Germania, le numerose strutture governative come l' "anello guglielmino", un'area con abitazioni di Berlino come pure in altre città. Il periodo è utilizzato per descrivere anche il revival neobarocco che interessò l'arte tedesca per esprimere il potere imperialista tedesco, come negli anni di splendore della Francia del Re Sole. Tale stile è stato esemplificato in particolare nella grandiosa Siegesallee, un boulevard con sculture di grande effetto scenico.